# 17. Sinfonie (Haydn)
Die Sinfonie F-Dur Hoboken-Verzeichnis I:17 komponierte Joseph Haydn um 1760/61. Der erste Satz hat für eine Sinfonie dieser Zeit eine ungewöhnlich lange Durchführung.

## Allgemeines

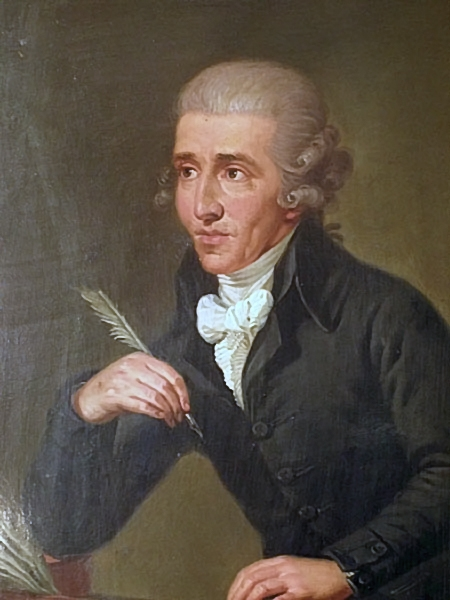
Joseph Haydn (Gemälde von Ludwig Guttenbrunn, um 1770)

Wie auch für einige andere der meist undatierten frühen Sinfonien Haydns stellt sich auch bei Nr. 17 die Schwierigkeit einer chronologischen Einordnung. Bei Nr. 17 spricht der erste Satz wegen seiner Länge, insbesondere von der Durchführung, für ein eher späteres Entstehungsjahr, während die Sätze 2 und 3 im Stile von Haydns frühesten Sinfonien gehalten sind. Entsprechend variieren auch die Angaben zur Entstehungszeit dieser Sinfonie in der Literatur. Die Haydn-Festspiele Eisenstadt geben 1760/61 als Entstehungszeitraum an.
Die Sinfonie ist eines der ersten Werke Haydns, das in der Neuen Welt aufgeführt wurde. Dies ist durch eine vom deutsch-amerikanischen Komponisten Johann Friedrich Peter 1766 angefertigte und in den Archiven von Winston-Salem in North Carolina aufbewahrte handschriftliche Kopie des Werks belegt.

## Zur Musik
Besetzung:  zwei Oboen, zwei Hörner, zwei Violinen, Viola, Cello, Kontrabass. Zur Verstärkung der Bass-Stimme wurde damals auch ohne gesonderte Notierung ein Fagott eingesetzt.  Über die Beteiligung eines Cembalo-Continuos in Haydns Sinfonien bestehen unterschiedliche Auffassungen.
Aufführungszeit:  ca. 15 Minuten (je nach Einhalten der vorgeschriebenen Wiederholungen)
Bei den hier benutzten Begriffen der Sonatensatzform ist zu berücksichtigen, dass dieses Schema in der ersten Hälfte des 19.|Jahrhunderts entworfen wurde (siehe dort) und von daher nur mit Einschränkungen auf ein um 1760 komponiertes Werk übertragen werden kann. – Die hier vorgenommene Beschreibung und Gliederung der Sätze ist als Vorschlag zu verstehen. Je nach Standpunkt sind auch andere Abgrenzungen und Deutungen möglich.

### Erster Satz: Allegro
F-Dur, 3/4-Takt, 164 Takte

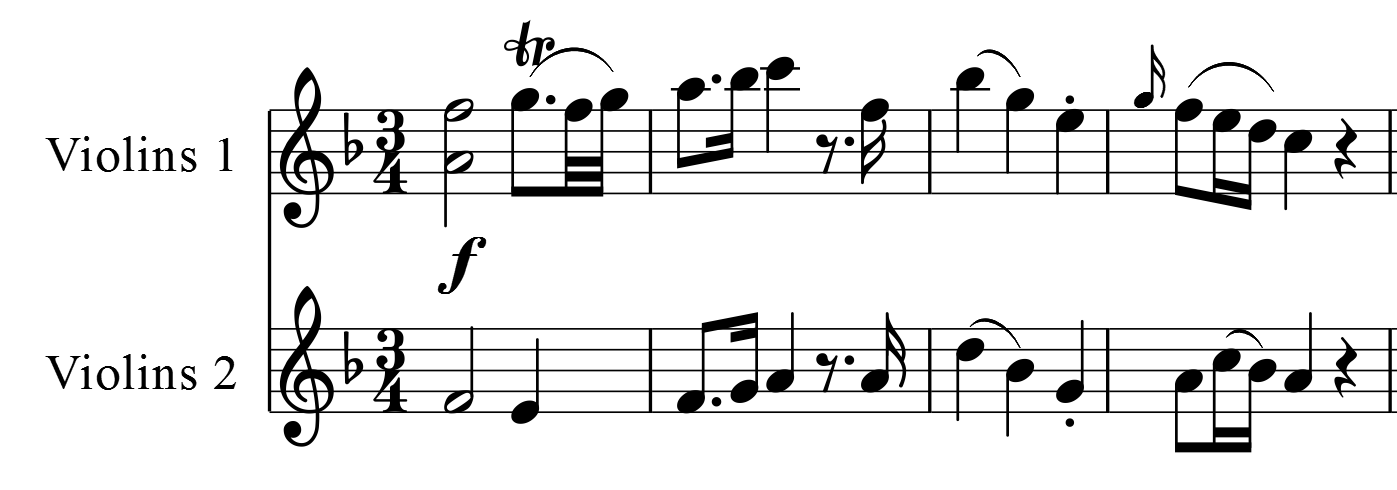
Beginn des Allegro mit Motiv 1 und 2

Das Allegro mit seiner prägenden, über weite Teile durchlaufenden Achtelbewegung beginnt forte mit dem kraftvollen ersten Thema, das viertaktig ist und aus zwei Motiven besteht: Motiv 1 mit aufstrebendem Gestus und Triller, Motiv 2 mit Auftakt-Quarte und einer schließenden Sechzehntelwendung. Das Thema wird eine Oktave tiefer piano wiederholt.
In der anschließenden Passage ab Takt 8 reihen sich mehrere Motive / Figuren aneinander: Motiv 3 mit Forte-Akkordschlag und rhythmischer Piano-Figur (diese durch Quarte und Sechzehntelwendung von Motiv 2 ableitbar), gleichmäßige Achtelketten im Staccato unter Synkopen-Begleitung der Violinen, das versetzt zwischen den Violinen vorgetragene Motiv 4 mit der Sechzehntelwendung aus Motiv 2 und abschließendem Oktavsprung sowie Motiv 5 mit Tonrepetition und gegenstimmenartiger Bewegung in der 2. Violine. Die auftaktige Aneinanderreihung einer Figur aus Motiv 5 führt in Takt 28/29 zu einem weiteren Motiv 6 mit die Bewegung abfedernder, doppelschlagartiger Sechzehntelfigur, das die Dominante C-Dur vorbereitet.
In C-Dur tritt nun als „zweites Thema“ zunächst zweimal Motiv 1 im Forte auf, anschließend nur in den Violinen und piano von Motiv 6 als Variante in Frage-Antwort-Struktur. Eine floskelartige Fortspinnung leitet über zur Schlussgruppe, die in Takt 42 forte mit dem aufwärts sequenzierten Motiv 7 (Wechsel von Oktavfloskel im Bass und absteigenden Staccatoketten der Violinen) einsetzt und die Exposition fortissimo mit Tremolo und Akkordschlägen beendet.
Die Durchführung bringt zunächst das erste Thema in C-Dur, rückt es aber sogleich zurück nach F-Dur. Anschließend verarbeitet Haydn die Motive der Exposition, indem er sie variiert und durch verschiedene Tonarten führt: Ausgehend von Motiv 3 mit Wendung nach B-Dur, greift er die Synkopenpassage und das „Dialogmotiv“ 4 auf. In Takt 80 setzt eine Kontrastpassage mit Wechsel einer Pianofigur und einer energischen Fortewendung ein, wobei die Pianofigur aus der Fortspinnung vom zweiten Thema ableitbar ist. Es folgen das sequenzierte Motiv 7 von der Schlussgruppe sowie Motiv 5. Den Eintritt der Reprise bereitet Haydn effektvoll vor, indem die Musik im Pianissimo zu verhauchen scheint.
Die Reprise setzt in Takt 113 forte mit dem ersten Thema ein. Sie ist weitgehend wie die Exposition strukturiert, allerdings fehlt die Synkopenpassage. Beide Satzteile (Exposition sowie Durchführung und Reprise) werden wiederholt.
Das Allegro fällt durch die Länge der Durchführung im Verhältnis zur Länge der anderen Satzteile auf. Insbesondere ist bemerkenswert, dass die Durchführung länger ist als die Exposition (Exposition: 54 Takte, Durchführung: 58 Takte, Reprise: 52 Takte). Das ist innerhalb der frühen Haydn-Sinfonien einmalig, da ansonsten die Durchführung (oder Mittelteil, da oft keine „Verarbeitung“ des Materials der Exposition im engeren Sinne auftritt) deutlich kürzer ausfällt.
Howard Chandler Robbins Landon bezeichnet das Allegro als „kuriosen Meilenstein“ in der Entwicklung der ersten Sätze der Haydn-Sinfonien. Allerdings fülle Haydn hier lediglich „alten Wein in neue Flaschen“: Das Allegro stelle einen verlängerten zweiteiligen Satz dar, der seiner Form einerseits entwachsen sei, andererseits noch keine vollausgebildete Dreiteiligkeit (Exposition, Durchführung, Reprise im Sinne der sich später entwickelnden Sonatensatzform) bilde.

### Zweiter Satz: Andante, ma non troppo
f-Moll, 2/4-Takt, 107 Takte
Das Andante ist nur für Streicher und fast durchweg piano gehalten. Die stimmführenden 1. Violinen beginnen das achttaktige Hauptthema, das aus den zweitaktigen Motiven 1 bis 4 (bzw. zwei viertaktigen Gruppen) besteht. Durch Auftakte und Pausen wirkt das Thema „seltsam stockend“,bzw. entsteht ein etwas marschartiger Charakter.
Nach dem Thema folgt zunächst eine Passage mit Tonrepetition und Pendelbewegung (Motiv 5), die in Motiv 6 mit seiner sanglichen Melodie der 1. Violine übergeht, während die 2. Violine die Pendelbewegung fortsetzt. Mit schließender Wendung in Takt 18 ist Es-Dur erreicht. In der Tonikaparallelen As-Dur setzt nun erneut der Kopf vom Anfangsthema (Motiv 1) ein, geht dann jedoch in Motiv 7 mit ausholendem Gestus und variierter Pendelfigur über. Der Abschnitt endet in Takt 28 mit einer weiteren schließenden Wendung. Die Schlussgruppe in As-Dur ist durch die parallel geführten Violinen mit ihren Seufzersekunden (Motiv 8) geprägt.
In der Durchführung sequenziert Haydn anfangs Motiv 1 aufwärts, anschließend verarbeitet er Motiv 5 in drei Varianten (ab Takt 47 in versetztem Einsatz, dann nach zwischengeschaltetem Motiv 2 als Kombination mit Motiv 7 und einer ähnlichen schließenden Wendung wie in Takt 28, dann nach chromatischer Passage mit Stimmführung in den Unterstimmen). Eine Synkopen-Figur mit chromatisch fallender Linie führt zurück zur Reprise in f-Moll.
Die Reprise ab Takt 76 ist ähnlich der Exposition strukturiert, allerdings fehlt Motiv 7. Beide Satzteile (Exposition sowie Durchführung und Reprise) werden wiederholt.

### Dritter Satz: Allegro molto
F-Dur, 3/8-Takt, 92 Takte
Der kurze Satz im damals typischen „Kehraus“-Charakter beginnt forte mit dem tänzerischen, achttaktigen Hauptthema in den stimmführenden Oboen und Violinen. Es besteht aus zwei viertaktigen Hälften. Kennzeichnend ist das Kopfmotiv beider Hälften mit Anfangs-Akkordschlag, Triole und aufstrebender Achtelfigur. Es ist für den weiteren Satz prägend. Die Pause zwischen den beiden Hälften in Takt 4 wird von Horn, Viola und Bass gefüllt.
Im Abschnitt Takt 9 bis 20 wechselt Haydn mit einem aus der Achtelfigur abgeleiteten Trillermotiv und aufsteigenden Sechzehntelketten zur Dominante C-Dur. Nach kontrastierendem Einschub mit chromatischer Variante des Kopfmotivs im Wechsel von piano (Violinen) und forte (unisono) folgt die Schlussgruppe, die wiederum auf das Kopfmotiv des Themas zurückgreift.
Der kurze Mittelteil in C-Dur kombiniert das Kopfmotiv mit den aufsteigenden Sechzehntelketten als sechstaktige Einheit, die piano und in Moll wiederholt wird. Die Reprise ist wie die Exposition aufgebaut, allerdings folgt nach dem kontrastierenden Einschub als Fortspinnung der Unisono-Figur noch die Abwärtssequenzierung einer Dreiklangsfigur in den Streichern. Der Satz endet mit einer kurzen Coda aus Akkordmelodik. Beide Satzteile (Exposition sowie Mittelteil und Reprise) werden wiederholt.

„Den Abschluß bildet ein lebhafter Satz im 3/8-Takt, einer jener harmlos-spielerischen, konventionellen Finalsätze, wie sie für die meisten dieser frühen Sinfonien Haydns charakteristisch sind.“